# Ikerasaarsuk (Kangaatsiaq)
Ikerasaarsuk (Ikerasârssuk prima della riforma ortografica del 1973) è un minuscolo villaggio della Groenlandia che nel 7 luglio 2005 ospitava 109 abitanti; è posto nel comune di Qeqertalik, e dista 40 km in linea d'aria da Kangaatsiaq.